# Omladina
Mladost je razdoblje života između detinjstva i odraslosti, a pojam omladina označava osobe koje se nalaze u tom razdoblju. Mladost se takođe definiše kao „izgled, svežina, snaga, duh i sl, svojstveni mladima“. Njene definicije specifičnog starosnog raspona variraju, pošto mladost nije definisana hronološki kao faza koja se može vezati za određene starosne grupe; niti se njena krajnja tačka može povezati sa određenim aktivnostima, kao što je uzimanje neplaćenog posla ili seksualni odnosi.
Omladina je kako biološka, tako i društvena kategorija. U tradicionalnom društvu omladina kao posebna društvena grupa nije postojala jer je uključivanje u sferu rada započinjalo već u ranom detinjstvu, a deca su automatski postajala odrasli čim su počela privređivati za život. Razvojem tehnološkog društva javlja se potreba za sve kvalifikovanijom radnom snagom, što dovodi do masovnog školovanja, tj. odgađanja ulaska mladih u svet rada.
Omladina postaje predmet proučavanja sociologije nakon uviđanja da je biološka činjenica, poput starosnog doba, poprimila društvene konotacije i postala načelo društvene diferencijacije. Sociolozi omladine nisu saglasni u definisanju termina omladina, kao ni oko godina koje termin obuhvata. Neki kao omladinsko navode razdoblje od 15. do 25. neki do 30, a neki čak do 35. godine, u skladu sa tendencijama produženja mladosti u savremenom društvu.
Najvažnija obeležja omladine su: životno doba, razne socijalne konotacije koje društvo pridaje mladima, raskorak između psihofizičke i društvene zrelosti koji ima za posledicu neravnopravan društveni položaj mladih u odnosu na referentne grupe odraslih i izgrađivanje specifične omladinske svesti koja mlade razlikuje od sveta odraslih.
„Bejbi bum” u SAD posle Drugog svetskog rata je doveo do jačanja omladine kao društvene kategorije i do rađanja niza omladinskih pokreta i potkultura.

## Terminologija i definicije

### Opšta gledišta
Širom sveta, termini - omladina, adolescent, tinejdžer, dete, mladić i mlada osoba, uglavnom su sinonimni, i često znače istu stvar, ali se povremeno razlikuju. Mladost se može nazvati vremenom života, kada je neko mlad. Ovo uključuje detinjstvo, i vreme života, koje nije ni detinjstvo ni odraslo doba, već negde između. Mladost takođe identifikuje poseban način razmišljanja, kao u „On je veoma mlađašan“. Za određene upotrebe, kao što je statistika zapošljavanja, termin se ponekad odnosi i na pojedince od 14 do 21 godine. Međutim, termin adolescencija se odnosi na određeni starosni raspon tokom određenog razvojnog perioda u životu osobe, za razliku od mladosti, koja je društveno konstruisana kategorija.
Ujedinjene nacije definišu mlade kao osobe starosti između 15 i 24 godine, pri čemu su sve statistike UN zasnovane na ovom rasponu, UN navode obrazovanje kao izvor za ove statistike. UN takođe priznaju da ovo varira bez predrasuda u odnosu na druge starosne grupe koje navode zemlje članice, kao što su 18-30 godina. Korisna razlika unutar samih UN može se napraviti između tinejdžera (tj. onih između 13 i 19 godina) i mladih odraslih (onih između 20 i 29 godina). Dok nastoje da nametnu određenu uniformnost statističkim pristupima, UN su svesne kontradiktornosti između pristupa u sopstvenim statutima. Dakle, prema definiciji od 15 do 24 godine (uvedenoj 1981.) deca se definišu kao deca mlađa od 14 godina (neko od 13 godina i mlađi), dok se prema Konvenciji o pravima deteta iz 1979. deca mlađa od 18 godina smatraju deca. UN takođe navode da su svesni da postoji nekoliko definicija za mlade unutar tela UN-a kao što su Omladinski habitat 15–32, NCSL 12-24 i Afrička povelja mladih 15–35.
Državna duma Ruske Federacije je 11. novembra 2020. odobrila projekat podizanja granice starosti mladih sa 30 na 35 godina (raspon se sada proteže sa 14 na 35 godina).
Iako je povezana sa biološkim procesima razvoja i starenja, mladost se takođe definiše kao društveni položaj koji odražava značenja koja različite kulture i društva daju pojedincima između detinjstva i odraslog doba. Termin sam po sebi kada se govori o društvenom položaju može biti dvosmislen kada se primeni na nekoga starijeg uzrasta sa veoma niskim društvenim položajem; potencijalno kada još uvek zavise od svojih staratelja. Naučnici tvrde da definicije zasnovane na uzrastu nisu konzistentne u različitim kulturama ili vremenima i da je stoga tačnije fokusirati se na društvene procese u tranziciji ka nezavisnosti odraslih za definisanje mladih.
„Ovaj svet zahteva kvalitete mladosti: ne vreme života, već stanje duha, temperament volje, kvalitet mašte, prevlast hrabrosti nad plahovitošću, apetita za avanturom nad životom koji je lagodan.” – Robert Kenedi
Mladost je faza konstruisanja samopoimanja. Na samopoimanje mladih utiču varijable kao što su vršnjaci, način života, pol i kultura. To je period u životu osobe kada će njeni izbori najverovatnije uticati na njihovu budućnost.

### Druge definicije
U većem delu podsaharske Afrike, izraz „mladi“ se povezuje sa mladićima od 12 do 30 ili 35 godina. Mladi u Nigeriji obuhvataju sve pripadnike Savezne Republike Nigerije u uzrastu od 18 do 35 godina. Mnoge afričke devojke doživljavaju mladost kao kratak prekid između početka puberteta, braka i majčinstva. Ali u urbanim sredinama, siromašne žene se često mnogo duže smatraju mladima, čak i ako rađaju decu van braka. Varijabilno po kulturi, rodne konstrukcije mladih u Latinskoj Americi i jugoistočnoj Aziji razlikuju se od onih u podsaharskoj Africi. U Vijetnamu su široko rasprostranjene predstave o mladima su sociopolitičke konstrukcije za oba pola između 15 i 35 godina.
U Brazilu se izraz omladina odnosi na osobe oba pola od 15 do 29 godina. Ova starosna grupa odražava uticaj međunarodnih organizacija kao što je Svetska zdravstvena organizacija (SZO) na brazilsko pravo. Takođe je uticajan i pojam adolescencije koji je ušao u svakodnevni život Brazila kroz diskurs o pravima deteta.
OECD definiše mladi kao „osobe između 15 i 29 godina“.

## Literatura
- Eybers, G. W., ур. (1918). Select constitutional documents illustrating South African history, 1795-1910. London: Routledge.
- Nohlen, Dieter; Stöver, Philip (2010). Elections in Europe: A data handbook. Nomos. стр. 464. ISBN 978-3-8329-5609-7.
- „Archives of Maryland, Volume 0138, Page 0051 - Constitutional Revision Study Documents of the Constitutional Convention Commission, 1968”. msa.maryland.gov. Приступљено 2023-01-03.
- Bingham, Adrian (25. 6. 2019). „'The last milestone' on the journey to full adult suffrage? 50 years of debates about the voting age”. History & Policy. Приступљено 2022-12-31.
- Loughran, Thomas; Mycock, Andrew; Tonge, Jonathan (2021-11-03). „Lowering the voting age: three lessons from the 1969 Representation of the People's Act”. British Politics and Policy at LSE. Приступљено 2022-12-31.
- Sanders, Mark (2000). Your Right To Vote. United States: Raintree Steck- Vaugh company. ISBN 978-0-7398-2132-9.
- „Comparative data”. ACE - The Electoral Knowledge Network. Приступљено 5. 8. 2019.
- Schumacher, Shannon; Connaughton, Aidan (30. 10. 2020). „From voter registration to mail-in ballots, how do countries around the world run their elections?”. Pew Research Center. Приступљено 14. 2. 2023.
- „Voto a 18 anni al Senato, tappa di una lunga marcia verso un bicameralismo senza senso”. Il Sole 24 ORE (на језику: италијански). 21. 7. 2021. Приступљено 2021-09-13.
- „Voting Age Is Lowered In Italy to 18 From 21”. The New York Times. 9. 3. 1975. Приступљено 14. 2. 2023.
- Caplan, Sheri J (2020). Old Enough: How 18-Year-Olds Won the Vote & Why it Matters. Heath Hen. ISBN 978-1-7354-9300-8.
- Hyde, Martin (2001). Democracy education and the Canadian voting age (Теза). University of British Columbia. hdl:2429/12999.
- Folkes, Alex (2004). „The case for votes at 16”. date=January 2004|issue=1|pages=52–56|doi=10.1080/00344890408523288|Representation. 41: 52—56. S2CID 155065528. doi:10.1080/00344890408523288. Текст „Representation]]” игнорисан (помоћ)
- Cowley, Philip; Denver, David (јануар 2004). „Votes at 16? The case against”. Representation. 41 (1): 57—62. S2CID 154637028. doi:10.1080/00344890408523289.
- Melo, Daniela F.; Stockemer, Daniel (јануар 2014). „Age and political participation in Germany, France and the UK: a comparative analysis”. Comparative European Politics. 12 (1): 33—53. S2CID 144511766. doi:10.1057/cep.2012.31. Abridged version (pdf).
- Chan, Tak Wing; Clayton, Matthew (2006). „Should the Voting Age be Lowered to Sixteen? Normative and Empirical Considerations”. Political Studies. 54 (3): 533—558. doi:10.1111/j.1467-9248.2006.00620.x.
- Proffitt, David. „The Liberal Party: Government”. liberal.org.uk. Архивирано из оригинала 18. 4. 2018. г. Приступљено 17. 4. 2018.
- postma, jeroen; Bodegraven, Robbert; Ellemeet, Corinne; Kâhya, Ufuk; Kohlmann, Christel; Snels, Bart; Pels, Zita; Vendrik, Kees; Rodenburg, Hans; Streefkerk, Mathilde; Evenberg, Zander (2021). „tijd voor nieuwe realisme” [Time for new realism] (PDF) (на језику: холандски). Приступљено 7. 1. 2022.
- „A Programme For Socialist Change - SY Manifesto (p. 2)”. Socialistparty.net. Архивирано из оригинала 25. 4. 2011. г. Приступљено 6. 1. 2011.
- Convention on the Constitution (март 2013). „First Report on (i) Reducing the voting age to 17; and (ii) Reducing the Presidential term of office to five years and aligning it with the local and European elections.”. Архивирано из оригинала 19. 3. 2016. г. Приступљено 8. 11. 2016.
- „Report of the Convention on the Constitution: Statements”. Dáil Éireann debates. Oireachtas. 18. 7. 2013. Приступљено 14. 8. 2013.
- Ryan, Órla (15. 1. 2015). „Enda accused of 'betraying' young people by scrapping voting age referendum”. TheJournal.ie.
- „Labour Ireland - Local election voting age should be lowered to 16”. Labour.ie. 30. 11. 2008. Архивирано из оригинала 13. 1. 2012. г.
- „The youth must have a say (greek) (Ecologist Greens)”. Ecogreens.gr. Архивирано из оригинала 16. 7. 2011. г. Приступљено 6. 1. 2011.
- „Democratic renewal and proportional representation”. Green Party of Canada. Архивирано из оригинала 7. 8. 2015. г. Приступљено 10. 8. 2015.

## Spoljašnje veze
Mediji vezani za članak Omladina na Vikimedijinoj ostavi

- "Youth", BBC Radio 4 discussion with Tim Whitmarsh, Thomas Healy and Deborah Thom (In Our Time, Apr. 23, 2003)
- A more complete list of voting ages around the world (in German)
- Youth Suffrage Resources
- Legal Voting Age by Country by Worldatlas.com